# 캐나다 횡단도로

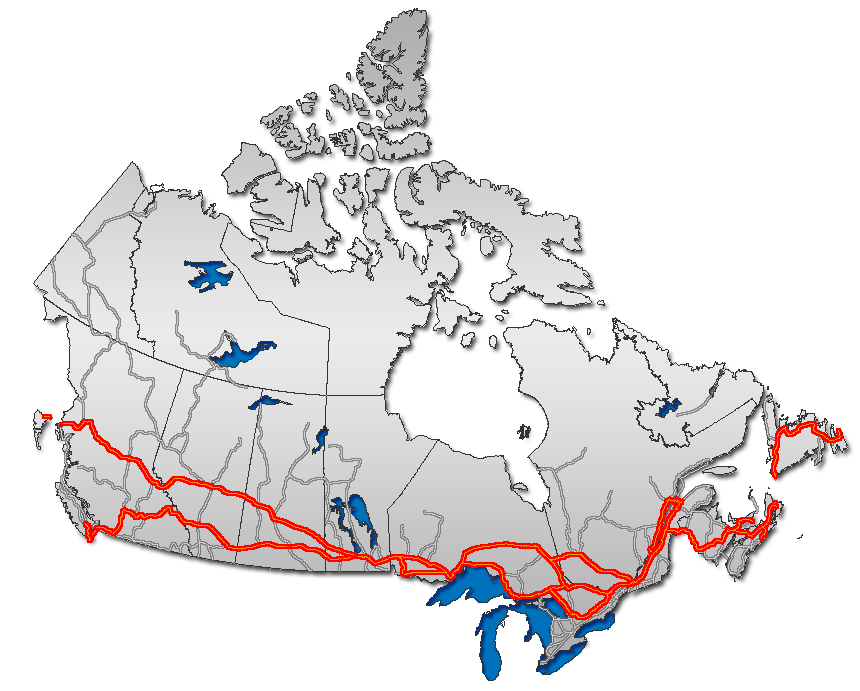
캐나다 횡단도로 (빨강)

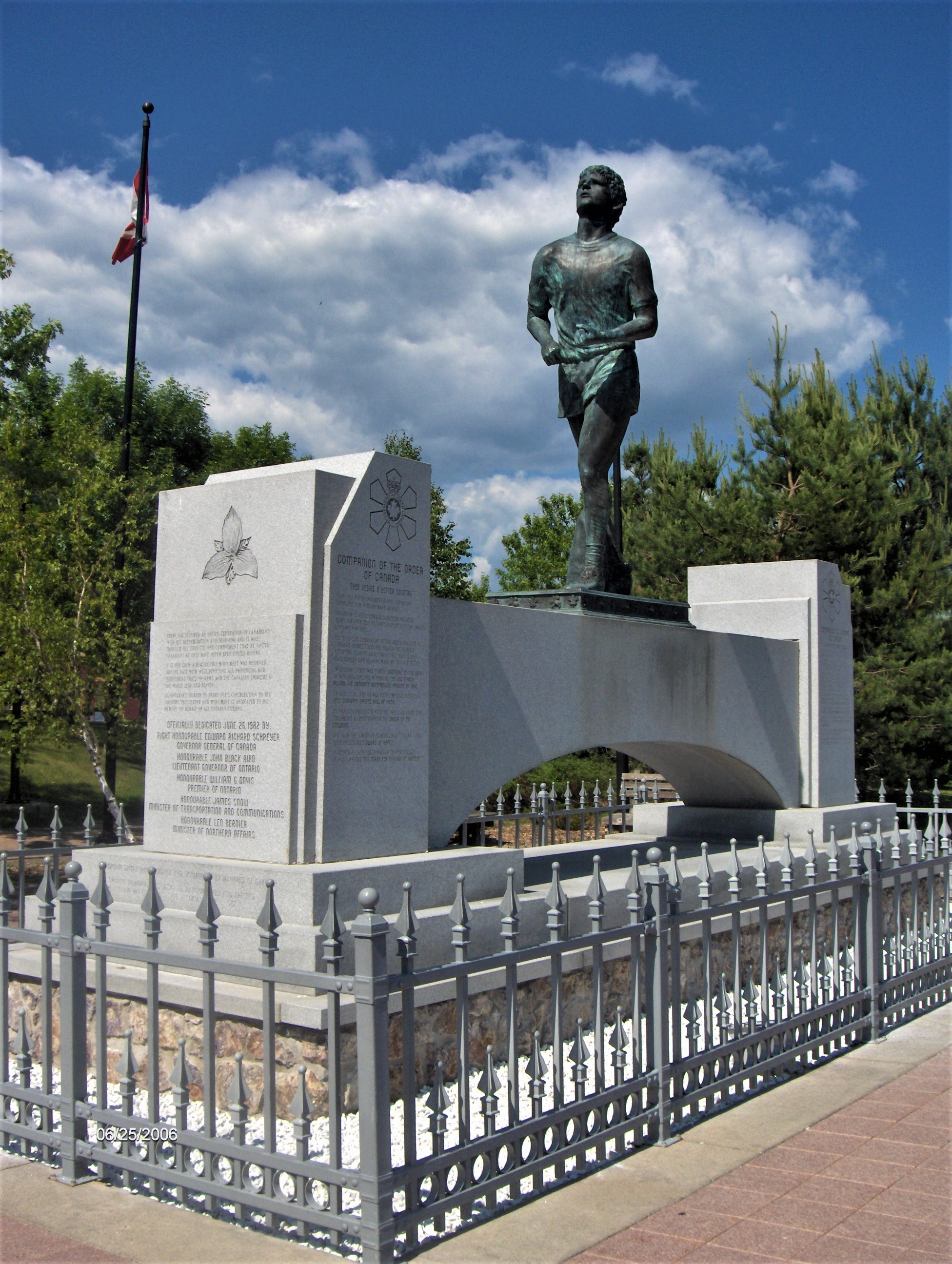
더 길게 11/17- 테리 폭스

캐나다 횡단도로(영어: Trans-Canada Highway, 프랑스어: Route Transcanadienne, 약자: TCH와 T-Can)는 캐나다의 10개 주를 이어주는 도로 체계이다. 시베리아 횡단도로와 1번 도로와 함께 가장 긴 도로 체계이며, 총연장은 7,821킬로미터에 달한다. 1950년에 계획이 발표되었으며, 1962년에 착공해 1971년에 완공되었다. 흰 단풍잎이 초록 바탕에 새겨져 있는 로고로 쉽게 구분된다.